# Carlo Gozzi
Carlo Gozzi (13. prosince 1720 Benátky – 4. dubna 1806 tamtéž) byl italský dramatik.

## Život
Pocházel z hraběcí rodiny. Jeho otec ale zchudl a proto musel Carlo přerušit studia a vstoupil do vojenské služby, kterou strávil v Dalmácii. Po návratu se věnoval divadlu. V roce 1747 byl spolu se svým bratrem jedním ze zakladatelů literárního klubu l'Accademia dei Granelleschi.
Psal satiry na své současníky Pietra Chiariho a Carla Goldoniho. Chiarimu vyčítal zastaralé dramatické postupy, Goldonimu pak použití francouzských, tedy cizích forem. Proti tomu postavil svá díla – pohádky (fiabe) – na italské commedii dell'arte a na námětech lidových pohádek. Psal pro divadelní společnost Antonia Sacchiho, jehož souboru dělal dlouhá léta dramaturga. Popularita těchto pohádek a her ale časem ochabovala a tak po roce 1771 psal divadelní hry ovlivněné španělským divadlem (především Calderónem) a překládal francouzské divadelní hry.
Celý život věnoval rodným Benátkám a patřil k prvním, kdo byli pohřbeni na novém hřbitově na ostrově San Michele.
Jeho starší bratr Gasparo Gozzi byl rovněž dramatik a kritik.

## Dílo (neúplné)
- 1757 Bárka vlivů na přestupný rok 1756 (La tartana degli influssi invisibili per l'anno bisestile 1756) – polemiky týkající se sporů mezi Goldonim a Chiarim o charakter divadla

Fiabe Teatrali
- 1761 Láska ke třem pomerančům (L'amore delle tre melarance), tato pohádka se stala námětem stejnojmenné opery Sergeje Prokofjeva
- 1761 Havran (Il Corvo)
- 1762 Král jelenem (Il Re Cervo)
- 1762 Turandot, tato pohádka se stala námětem stejnojmenné opery Giacoma Pucciniho
- 1762 Žena had (La Donna Serpente)

- 1763 Zobeide (český překlad pod názvem Být královnou v Samandalu)
- 1763 Šťastní žebráci (I pitocchi fortunati)
- 1765 Zelenavý ptáček (L'augellino bel verde)
- 1765 Modrá obluda (Il mostro turchino)
- 1774 Podivná Marfisa (Marfisa bizzarra) – satirický rytířský epos
- 1777 Koření lásky (Le droghe d'amore) – zpracování španělské divadelní hry, uvedení způsobilo skandál kvůli narážkám na Gozziho soka, senátního tajemníka Gratarola.

### Paměti
- Memorie inutili (Zbytečné paměti, 1777, vyšlo 1797

### Rozhlasové zpracování
- 1965 Carlo Gozzi: Turandot. Československý rozhlas, překlad Jindřich Pokorný a Pavel Kopta, rozhlasová úprava Drahomíra Čeporanová, režie Ludvík Pompe. Hráli: Josef Patočka, Blanka Bohdanová, Marta Kučírková, Hana Houbová, Jaromír Spal, Vladimír Hlavatý, Zdeněk Ornest, Milan Mach, Vladimír Krška, Jiří Hurta, Jiří Adamíra.
- 1980 Carlo Gozzi: Král jelenem. Československý rozhlas, překlad Jaroslava Bílková, rozhlasová úprava: Eva Pašková, dramaturgie: Pavel Minks, hudba: Zdeněk Šikola, režie: Lída Engelová, osoby a obsazení: Cigorotti, jarmareční vypravěč (Ivo Gübel), Deramo, král v Serendippu (Ladislav Mrkvička), Pantalone, Deramův druhý ministr (Jan Gross), Angela, jeho dcera (Daniela Kolářová), Tartaglia, Deramův 1. ministr, ctitel Angely (Jan Přeučil), Clarice, Tartagliova dcera (Zora Kostková), Leandro, kavalír u Deramova dvora (Miroslav Rataj), Brighella, správce královské spíže (Jiří Samek), Smeraldina, jeho sestra (Daša Neblechová), Truffaldino, ptáčník, snoubenec Smeraldiny (Tomáš Šolc), Durandarte, mág (Václav Neužil), stařec (Radomil Kolesa) a další.[3]